# San Roque de Grecia
San Roque es un distrito del cantón de Grecia, en la provincia de Alajuela, de Costa Rica.

## Geografía
San Roque cuenta con un área de 26,95 km² y una altitud media de 1077 m s. n. m.

## Demografía
Para el año 2022, San Roque cuenta con una población estimada de 13 154 habitantes, y para el último censo efectuado, en 2011, San Roque contaba con una población de 11 132 habitantes.

## Localidades
- Barrios: Agualote, Bajo Sapera, Casillas, Latino, San Miguel Arriba.
- Poblados: Cabuyal, Carbonal, Coyotera, San Miguel.

## Transporte

### Carreteras
Al distrito lo atraviesan las siguientes rutas nacionales de carretera:
- Ruta nacional 118
- Ruta nacional 711